# Sistema Correio de Comunicação
Sistema Correio de Comunicação é um grupo de comunicação da Paraíba, com sede na capital João Pessoa. Foi inaugurada em 6 de junho de 1983, a partir da criação da 98 Correio FM, além disso, o Sistema Correio de Comunicação também controla a TV Correio, afiliada a Record, a rede de rádios Correio Sat, as rádios Mix FM João Pessoa, Rádio Correio e a TV Maior, que atualmente está sem afiliação a TV Maior é sediada na cidade Campina Grande, além da Mix FM Campina Grande, o Portal Correio e o jornal Correio da Paraíba.

## História
A história começa em 1953, com a fundação do jornal Correio da Paraíba, e logo após isso veio muitas outras fundações. Por exemplo, nos anos 70 foi criada a Rádio Correio e em 1983 foi criada a 98 Correio FM em João Pessoa, e a 98 FM em Campina Grande. 
Em 1986, a empresa instalou uma retransmissora na capital João Pessoa no canal 13 VHF, com o sinal da extinta Rede Manchete. No dia 8 de março de 1991 passou a retransmitir o sinal da Rede Bandeirantes que estava ausente desde 1987. A Rede Manchete transferiu-se no mesmo ano para o canal 5 VHF da então recém inaugurada TV Tambaú. Com a transferência para a Rede Bandeirantes, o Sistema Correio decidiu mudar de modalidade da emissora de repetidora para geradora de TV.  
No dia 1º de dezembro de 1992, é fundada a TV Correio, como afiliada a Rede Bandeirantes.  Nos primeiros anos, o sinal da TV Correio restrito a alguns municípios que recebiam o sinal gerado em João Pessoa.
Em 1994, o Sistema Correio cria a Transamérica FM João Pessoa, na época, afiliada a Rede Transamérica, no caso a antiga Transamérica FM, que em 1999, teve seu nome alterado para Transamérica Pop João Pessoa
Em meados de 1996, a TV Correio instala uma repetidora na cidade de Campina Grande no canal 13 VHF e ao mesmo tempo aumenta a potência do seu transmissor, obrigando assim a emissora a se mudar do canal 13 para o canal 12 VHF para não interferir nos canais 13 de Natal (TV Ponta Negra) e Recife (TV Globo Nordeste). Ainda em 1996 inicia-se a expansão do sinal para o interior e muda o padrão de gravação para Betacam Digital.
Em 1 de janeiro de 1998, a TV Correio deixa a Bandeirantes e passa a integrar a Rede Record
Em 2005, a Transamérica Pop João Pessoa encera sua afiliação com a Rede Transamérica, e passa a virar afiliada a Rede Mix de Rádios, passando a ser a primeira afiliada da rede paulista fora do Estado de São Paulo. Com isso, nesses últimos anos a emissora passou apresentar bons resultados em sua audiência.
Em 2007, a empresa cria a a rede de rádios Correio Sat, a primeira rede de rádios via satélite do estado da Paraíba, iniciando oficialmente suas transmissões em 5 de fevereiro de 2007. Anteriormente a rede já funcionava,porém em caráter experimental e em transmissões especiais, como por exemplo: eleições. A rede é formada por 16 emissoras de rádio que retransmitem a programação com qualidade de som digital e recebido via satélite, atingindo todo o estado da Paraíba e alguns municípios dos estados de Pernambuco, Ceará e Rio Grande do Norte.
Em 1996, a Rádio Correio passou a ser afiliada a Central Brasileira de Notícias, mudando seu nome para CBN Correio, porém em 2011, a emissora encerrou o contrato de afiliação com a CBN, e passou a transmitir a programação da Jovem Pan.
Em 2015, a emissora criava a TV Maior em Campina Grande, como afiliada á RedeTV!
Em 10 de fevereiro de 2016, a 1230 AM deixou de ser afiliada da Jovem Pan e passou a transmitir a programação da Correio Sat, enquanto que a 1340 AM é arrendada para a Rádio Consolação. Em 16 de junho de 2018, a Rádio Consolação migra para o dial 107.7 MHz FM e a 1340 AM passa a ser ocupada pela Nova Correio AM, retransmitindo a Correio Sat.
Em maio de 2019, a Rádio Santa Maria AM 1540 de Monteiro, migrou pra FM 93.9, além de novidades na programação, todos os equipamentos foram trocados para a melhor receptividade para os ouvintes. Sendo essa a primeira das 5 emissoras AMs do Sistema Correio a migrar pro FM. Ainda no mesmo ano, o Sistema Correio confirmou a estreia da Mix FM Campina Grande, na frequência FM 105,9 MHz, originada do dial AM, na frequência AM 1410 kHz. Depois de muitos atrasos e adiamentos, no dia 15 de agosto de 2019, a emissora finalmente entrou no ar.
Em 2022, depois de 20 anos no ar, a tradicional Correio do Vale AM 1590 de Itaporanga, migra para FM 100.9, mudando seu nome para Itaporanga FM no final de abril, assim, concluindo o processo de migração das emissoras AM do Sistema Correio no interior do estado.

## Empresas

### Televisão
- TV Correio
- TV Maior

### Rádio
- Correio Sat
  - 98 Correio FM
  - 98 FM Campina Grande
  - Rádio Correio
  - Nova Correio AM
  - Correio da Serra FM (Solânea)
  - Correio do Vale FM (Mamanguape)
  - Guarabira FM
  - Itabaiana FM
  - Itaporanga FM
  - São Bento FM
  - Max Correio FM (Sousa)
  - Santa Maria FM (Monteiro)
- Mix FM João Pessoa
- Mix FM Campina Grande
- Lagoa Seca FM
- Metropolitana FM (Campina Grande)

### Jornal digital
- Correio da Paraíba

### Portal
- Portal Correio

### Outros Empreendimentos
- Fundação Solidariedade

### Antigas empresas
- Classi Correio
- Jornal Já Paraíba
- Revista Premium
- RCTV